# Бурментьев, Юрий Николаевич
Юрий Николаевич Бурментьев  — советский хозяйственный, государственный и политический деятель, Герой Социалистического Труда.

## Биография
Родился в 1937 году в посёлке Вурнары. Член КПСС.
С 1960 года — на хозяйственной, общественной и политической работе. В 1960—1988 гг. — рабочий на предприятиях химической промышленности Чувашской АССР, аппаратчик цеха № 83, наладчик автоматических линий станков Чебоксарского химического комбината, аппаратчик Чебоксарского производственного объединения «Химпром» Министерства химической промышленности СССР.
Указом Президиума Верховного Совета СССР от 28 сентября 1981 года за выдающиеся успехи в выполнении специального задания Правительства СССР присвоено звание Героя Социалистического Труда с вручением ордена Ленина и золотой медали «Серп и Молот».
Почётный гражданин города Новочебоксарск.
Умер в Новочебоксарске в 2014 году.